# التفاعل الدوائي المترافق مع فرط الحمضات والأعراض الجهازية
يعرف التفاعل الدوائي المترافق مع فرط الحمضات والأعراض الجهازية (بالإنجليزية: Drug reaction with eosinophilia and systemic symptoms)‏، والذي يُطلق عليه اصطلاحًا متلازمة فرط الحساسية المحرض بالأدوية، بأنه ارتكاس نادر لبعض الأدوية. يشمل هذا الاضطراب بشكل أساسي ظهور طفح جلدي واسع الانتشار مع حمى وضخامة عقد لمفاوية وشذوذات دموية مميزة مثل ارتفاع مستوى الحمضات وقلة عدد الصفيحات وارتفاع عدد الكريات البيض غير النمطية (اللمفاويات)، وقد يختلط هذا الارتكاس بإنتان مهدد للحياة في الأعضاء الداخلية، ويصل معدل الوفيات إلى نحو 10%.
تشمل المعالجة إيقاف الدواء المؤذي وتأمين معالجة داعمة، ويشيع استخدام الستيرويدات الجهازية رغم عدم وجود دليل على فعاليتها في التجارب السريرية المضبوطة.
تنتمي المتلازمة إلى تصنيف متلازمات التفاعلات الجلدية الضارة الشديدة، والتي تشمل إضافةً لها أربعة تفاعلات جلدية محدثة بالدواء: متلازمة ستيفن جونسون، وتقشر الأنسجة المتموتة البشروية التسممي، والمتلازمة التراكبية بين متلازمة ستيفن جونسون وتقشر الأنسجة المتنخرة البشروية التسممي، والبثار الطفحي الحاد المعمم. تملك متلازمات التفاعلات الجلدية الضارة الشديدة آليات مرضيةً متشابهةً.
ظهرت استراتيجيات جديدة قيد الاستخدام أو التطوير لمسح الأفراد المعرضين لحدوث التفاعل الدوائي المترافق مع فرط الحمضات والأعراض الجهازية بغية تجنب العلاجات التي تزيد من حدوثه، واستخدام أدوية بديلة عند الأفراد الحاملين لعوامل مؤهبة.
ظهرت تقارير عديدة قبل عام 1996 عن أفراد عانوا من اضطرابات محرضة بالأدوية اتضح أنها تنتمي الآن إلى هذه المتلازمة، ومثال هذه الأدوية: مضادات الاختلاج في ثلاثينيات القرن الماضي، والفينيتوئين في عام 1950، وغيرها في السنين التالية، وأطلقت هذه التقارير على هذه الاضطرابات أسماء الأدوية المسببة لها، مثل متلازمة فرط الحساسية لمضادات الاختلاج، ومتلازمة فرط الحساسية للألوبيرينول، ومتلازمة فرط الحساسية للدابسون. وفي عام 1996، صاغ أحد التقارير مصطلح متلازمة التفاعل الدوائي المترافق مع فرط الحمضات والأعراض الجهازية في محاولة لتبسيط المصطلحات ودمج هذه المتلازمات المتنوعة واضحة الارتباط في اضطراب كامن واحد.

## الأعراض والعلامات
تبدأ الأعراض عادةً بعد 2-6 أسابيع من التعرض للدواء المؤذي ونادرًا بعد 8-16 أسبوعًا. تشمل الأعراض عمومًا ما يلي: الحمى والطفح الحاك غالبًا الذي قد يكون حصبيًا، أو يتألف أساسًا من حويصلات وحطاطات ووذمة وجهية (أي التورم الذي يعد سمة مميزة لهذا الاضطراب)، إضافةً إلى عقد لمفاوية ضخمة ومؤلمة أحيانًا، وأعراض أخرى تتعلق بإصابة الأعضاء الداخلية بالإنتان، والأكثر شيوعًا بينها الكبد وبتلوه الكلية والرئة والقلب ونادرًا البنكرياس والأعضاء الأخرى.
تشمل الموجودات المخبرية ارتفاع حمضات الدم وشذوذ تعداد اللمفاويات وارتفاع مشعرات الالتهاب الجهازي في الدم (مثل سرعة تثفل الدم، والبروتين الارتكاسي سي)، ودليلًا على إصابة الأعضاء الداخلية. تُكشف إصابة الكبد عبر قياس المستويات الدموية لناقلات أمين الألانين (علامة على أذية الخلية الكبدية) والفوسفاتاز القلوية (علامة على أذية القناة الصفراوية). وتوجد ثلاثة أنماط للأذية:
1. أذية الخلية الكبدية (ارتفاع الفوسفاتاز القلوية ونسبة ناقلات أمين الألانين إلى الفوسفاتاز القلوية أكثر من 5).
2. أذية الركودية الصفراوية (ارتفاع الفوسفاتاز القلوية ونسبة ناقلات أمين الألانين إلى الفوسفاتاز القلوية أقل من 2).
3. الأذية المختلطة بين النمطين السابقين (ارتفاع ناقلات أمين الألانين والفوسفاتاز القلوية، والنسبة بينهما بين 2 و 5، وهي القيم الفاصلة بين الأذية الركودية الصفراوية وأذية الخلية الكبدية على التوالي).
يزداد احتمال إصابة الكلية عند المسنين والمصابين بأمراض قلبية أو كلوية سابقة، وتأخذ الإصابة نمط التهاب الكلية الخلالي الشديد أو النخر الأنبوبي الحاد أو التهاب الأوعية، وقد تقود إلى الفشل الكلوي وتكون قاتلةً في حالات قليلة.
تأخذ إصابة الرئة أشكالًا عديدة مثل التهاب الرئة الخلالي والتهاب الجنبة ومتلازمة الضائقة التنفسية الحادة، وتعد المينوسيكلينات والأباكافير الأدوية الرئيسة المتهمة بإصابة الرئة الشديدة، ولكن هذه الإصابة تُشفى عادةً.
تتظاهر الإصابة القلبية بدليل على خلل وظيفة البطين الأيسر وتغيرات على تخطيط القلب، وتحدث عادةً عند متناولي المينوسيكلين والأمبيسيلين أو السلفوناميدات، وتظهر على شكل تفاعل فرط حساسية قلبية يُصنف ضمن التهاب العضلة القلبية اليوزيني القابل للشفاء عادةً أو كحالة حادة من التهاب العضلة القلبية اليوزيني النخري الأكثر خطورةً والذي يحمل معدل وفيات يقدر بأكثر من 50%.
تشمل المظاهر العصبية للمتلازمة الصداع والنوب والسبات وخلل الوظيفة الحركية نتيجة التهاب السحايا أو التهاب الدماغ. تشمل الأعراض النادرة التهاب البنكرياس والسبيل الهضمي والطحال.
لا يوجد معيار ذهبي لتشخيص المتلازمة، واقتُرح معياران على الأقل للتشخيص (معيار السجل الأوروبي للتفاعل الجلدي العكسي الشديد للأدوية ومجموعة العينات الحيوية، ومعيار مجموعة الإجماع اليابانية).

## الأسباب

### الأدوية
صُنفت الأدوية التي يشيع تحريضها لمتلازمة التفاعل الدوائي المترافق مع فرط الحمضات والأعراض الجهازية تبعًا لتأثيرها السريري وفق الآتي:
- مضادات الاختلاج: كاربامازيبين، لاموتريجين، فينوباربيتال، فينيتوئين، أوكسكاربازيبين، غابابنتين، بريميدون.
- مضادات حيوية: أموكسيسيللين، أمبيسيللين، أزيترومايسين، ليفوفلوكساسين، مينوسيكلين، مشاركة بيبراسللين مع تازوباكتام، فانكومايسين، ستربتومايسين.
- مضادات السل: إيتامبوتول، آيزونيازيد، بيرازيناميد، ريفامبيسين.
- مضادات الفيروسات القهقرية: أباكافير، نيفيرابين.
- مضادات التهاب الكبد C: بوسيبريفير، تيلابريفير.
- مضادات الالتهاب: أسيتامينوفين، ديكلوفيناك، سيليكوكسيب، إيبوبروفين.
- أدوية السلفا: دابسون، مشاركة سولفاميتوكسازول مع تريميتوبريم، سلفاسالازين.
- الأدوية المضادة للأورام: سورافينيب، فيسموديجيب، فيمورافينيب، إيماتينيب.
- أدوية أخرى: ألوبيرينول (يثبط إنتاج حمض البول ويستخدم في علاج داء النقرس)، ميكسيليتين (علاج اضطرابات النظم القلبية)، أومبيرازول (علاج القلس المعدي المريئي وقرحات المعدة)، السترونتيوم رينالات (علاج هشاشة العظام)، الأدوية العشبية الصينية.

تنتمي الأدوية المترافقة مع تطور المتلازمة عادةً إلى الفئات الدوائية المنتشرة واسعة الاستخدام، وهي مهمة سريريًا في السيطرة على أمراض معينة. يتضح هذا في أشيع الأدوية المذكورة المسببة للاضطراب مثل الألوبيرينول والسلفاسالازين والمينوسيكلين، وكذلك في الأدوية المهمة الأقل شيوعًا مثل السترونتيوم رينالات والليفلونوميد والدابسون ومضادات الالتهاب غير الستيرويدية (ديكلوفيناك، سيليكوكسيب، إيبوبروفين، فينيل بوتازون).

### جينيًا
وجدت الدراسات أن بعض الفئات السكانية التي تعبر عن أنماط مصلية (أليلات) محددة من مستضد الكريات البيضاء البشرية «إيه» و«بي» و«سي» ترتفع خطورة إصابتها بالمتلازمة استجابةً لأدوية محددة. تتضمن هذه الأدوية:
- الكاربامازيبينات: يملك الصينيون واليابانيون والكوريون والأوروبيون الحاملون لمستضد الكريات البيضاء البشرية من النمط المصلي (الأليل) إيه 31:01 خطورةً منخفضةً (نحو 1%) لتطور الاضطراب استجابة للكاربامازيبين لكن بخطورة أعلى بكثير من أولئك الذين لا يملكون هذا النمط المصلي. يملك اليابانيون ذوي الأنماط المصلية إيه 11 أو بي 51 معدل خطر مرتفع أيضًا لحدوث الاضطراب استجابة للكاربامازيبين.
- الفينيتوئين: تملك مجموعة هان الصينية ذات الأنماط المصلية بي 13:01 و 51:01 و 15:02 و سي دبليو 08:01 و دي آر بي 1*16:02 معدلات خطر متزايدة لتطوير المتلازمة استجابةً على الفينيتوئين.
- الدابسون: تملك مجموعة هان الصينية ذات النمط المصلي بي 13:01 معدل خطر أعلى (7.8%) لتطوير المتلازمة استجابةً على الدابسون.
- ألوبيرينول: يملك الأوروبيون والكوريون وسكان تاي ومجموعة هان الصينية ذوي الأنماط المصلية بي 58:01 معدلًا أعلى لحدوث المتلازمة استجابةً على الألوبيرينول.
- نيفيرابين: يملك الأوروبيون والآسيويون والأفارقة ذوي الأنماط المصلية دي آر بي  1:01:01 أو 1:01:02 أو سي دبليو 4، والآسيويون ذوي النمط المصلي بي 35، والأستراليون والأوروبيون ذوي النمط المصلي سي 04 معدلًا أعلى لحدوث المتلازمة استجابةً على النيفيرابين.[18]
- أباكافير: يملك الأوروبيون والأفارقة ذوي النمط المصلي بي 57:01 معدل حدوث أعلى (55%) لتطوير المتلازمة استجابةً على الأباكافير.[19]
- الفانكومايسين: يملك الأوروبيون ذوي النمط المصلي إيه 32:01 معدلًا يقارب 20% لتطوير المتلازمة بعد أسبوعين أو أكثر من استخدام الفانكومايسين.[20]